# ماري ستافين
ماري آن كاترين ستافين (بالسويدية: Mary Stavin)‏ (من مواليد 20 أغسطس 1957) ممثلة وعارضة وحاملة لقب ملكة جمال سويدية، تم تعيينها ملكة جمال السويد عام 1977 بعد أن قررت الفائز الأصلي بيرجيتا ليندفال الانضمام إلى مسابقة ملكة جمال الكون لنفس العام، في نهاية الحدث توجت ماري بمسابقة ملكة جمال العالم 1977 في لندن. تعتبر ثالث سيدة سويدية تفوز بلقب ملكة جمال العالم. عملت في العديد من الأفلام. لديها تمييز نادر في الظهور في فيلمين من أفلام جيمس بوند في أدوار مختلفة، وكانت لا تنسى بصفة خاصة كجار وليام كات المغري تانيا في فيلم الكوميديا «رعب» المذهل «هاوس».
أصدرت ستافين أغنية الديسكو بعنوان «شعور جيد، أن تكون سيئًا / عنوان الأخبار» مع منتج موسيقى أريولا في عام 1979. ظهرت في مقاطع الفيديو الموسيقية «أنت راب» و «ستريب» آدم أنت. ظهرت ماري في فيديو "Shake Up and Dance" مع جورج بست في الثمانينات. بالإضافة إلى ذلك،

## حياتها الشخصية
متزوجة من رجل الأعمال نيكولاس ويلكوكسون، ماري هي والدة ابنتها ليليانا روز.

## فيلموغرافيا
- الأخطبوطي  (1983) - فتاة الأخطبوطي
- نظرة إلى قتل  (1985) - كيمبرلي جونز
- منزل  (1986) - تانيا
- البيت المفتوح  (1987) - كاتي تاتشر
- الخصم  (1988) - جيلدا دورانتي
- كاديشاك الثاني  (1988) - فتاة في بار
- الغريبة المنهي  (1988) - مورين دي هافيلاند
- سترايك كوماندوز 2  (1988) - روزانا بوم
- بورن تو فايت  (1989) - مارلين كين
- عواء الخامس: ولادة جديدة  (1989) - آنا
- الرغبة (1993) - أدريان
- الشيطان يأخذ عطلة (1996) - تينا

## الروابط الخارجية
- ماري ستافين على موقع IMDb (الإنجليزية)
- ماري ستافين على موقع ألو سيني (الفرنسية)
- ماري ستافين على موقع أول موفي (الإنجليزية)
- ماري ستافين على موقع قاعدة بيانات الأفلام السويدية (السويدية)
- ماري ستافين على موقع ديسكوغز (الإنجليزية)
- ماري ستافين على موقع قاعدة بيانات الفيلم (الإنجليزية)
- ماري ستافين على موقع كينوبويسك (الروسية)

- ماري ستافين في قاعدة بيانات الأفلام على الإنترنت
- Mary Stavin - From Sweden With Love